# Oecetis pratelia
Oecetis pratelia is een schietmot uit de familie Leptoceridae. De soort komt voor in het Nearctisch gebied.